# Abéché

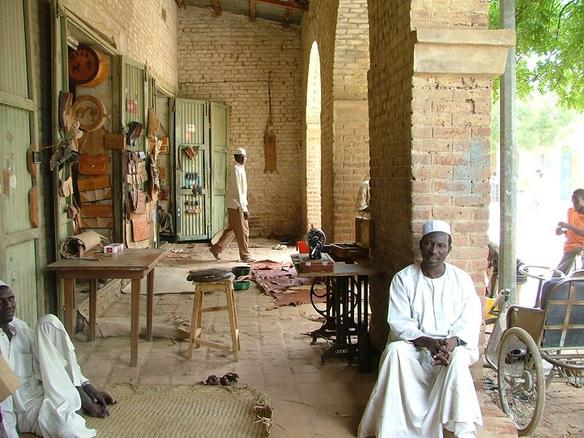
Ledergeschäft in Abeche

Abéché (arabisch أبشي, DMG ʾAbischī) ist eine Stadt im Osten des Tschad. Sie ist die Hauptstadt der Provinz Wadai (Ouaddai) an der Grenze zur Region Darfur im Sudan.

## Verkehr und Handel
Abéché ist traditionell einer der wichtigsten Handelsknotenpunkte Sahelafrikas, ein Großteil des Trans-Sahara-Handels mit Waren und Salz passiert bis ins 21. Jahrhundert die Stadt. Neben modernen (Import-)Waren werden besonders Vieh, Salz, Datteln und Indigo gehandelt.

## Bildung und Religion
Abéché ist mit der Adam-Barka-Universität die zweite Universitätsstadt des Landes neben der Hauptstadt N’Djamena, allerdings mit reduzierten Fakultäten. Es gibt mehrere höhere Schulen, unter anderem das Lycée Franco-Arabe und die École Téchnique, eine katholische Kirche, geweiht der Heiligen Theresia vom Kinde Jesu, das einzige Postamt der Provinz, und ein Spital.

## Armee
Abéché ist die größte Garnisonsstadt der Armée National du Tchad (ANT) im Osten des Landes, mit der an der Place d’Indépendance gelegenen, aus französischer Kolonialzeit stammenden Kaserne. Der örtliche Flughafen wird von der Hauptstadt N’Djamena aus angeflogen und ist auch Luftwaffenstützpunkt der ANT. Wahrzeichen von Abéché und Symbol des Beharrens der Provinz Wadai auf eine Sonderstellung innerhalb des Tschad war bis Mai 2009 die „Porte d’Abéché“, das alte Stadt- und Palasttor, das schon in den Reiseberichten von Gustav Nachtigal Erwähnung gefunden hatte. Dieses wurde trotz massiver Proteste der Bevölkerung binnen eines Tages unter bewaffneter Bewachung abgerissen, wohl auch um der traditionell unruhigen Region zu zeigen, wer im Land die Macht hat, offiziell jedoch um Platz für den Straßenneubau zu schaffen. 2008 wurde während der Mission EUFOR Tchad/RCA am Nordrand der Stadt das „Camp des Etoiles“ als „Forward Headquarters“ (FHQ) der europäischen Truppen erbaut. Dieses wurde nach Ende des EU Mandates 2009 an die UN übergeben und dient seither den UN-Truppen der MINURCAT als Hauptquartier.

## Bevölkerung
Die Stadt Abéché hat mehr als 80.000 Einwohner. Die Université Adam Barka d'Abéché gab die Einwohnerzahl 2018 mit „zwischen 50.000 und 249.999“ an.
| Jahr                 | Einwohner |
| -------------------- | --------- |
| 1979 (lt. Brockhaus) | 54.000    |
| 1993                 | 54.628    |
| 2005 (Berechnung)    | 74.188    |
| 2007                 | 77.553    |
| 2008 (Berechnung)    | 78.191    |
| 2009                 | 97.963    |
| 2016                 | 83.155    |

## Geschichte

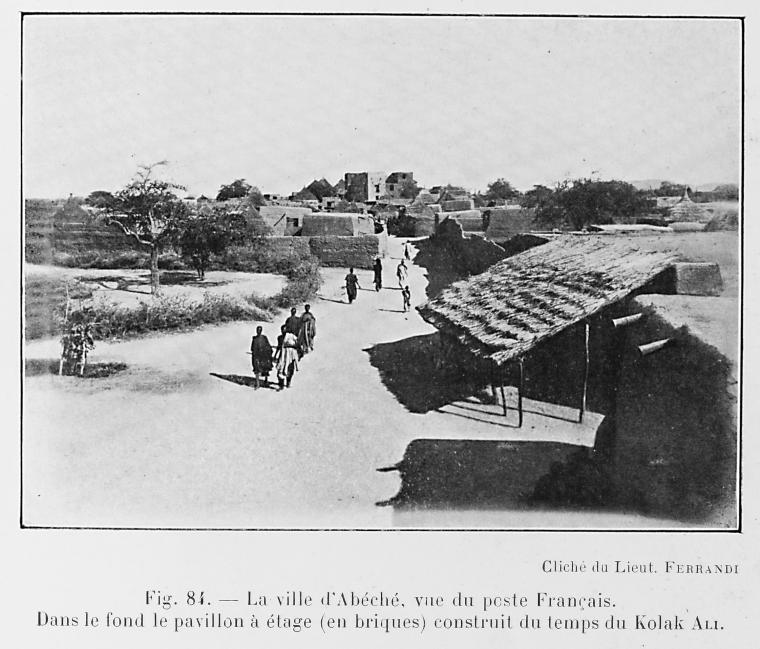
Französischer Posten in Abéché um 1918

Abéché war seit dem 16. Jahrhundert 300 Jahre lang ein Zentrum und Knotenpunkt des Sklavenhandels und sonstiger Handelstätigkeiten zwischen dem Nigerdelta und Nordafrika, sowie eine der wichtigen Siedlungen des Sultanates (Königreich) Ouaddai/Wadai. Ende des 19. Jahrhunderts versiegten in der eigentlichen Hauptstadt Ouara die Brunnen, weshalb der Sultan Abéché zur neuen Hauptstadt seines Königreichs Wadai erklärte. Diesen Status behielt die Stadt auch bis zur endgültigen Einnahme durch französische Kolonialtruppen 1912, seit damals ist Abéché Hauptstadt der Region Wadai/Ouaddai. Im Ersten Weltkrieg kam es zu Hungersnöten in der Region, die dadurch stark entvölkert wurde. 1917 verübten französische Truppen das coupe-coupe-Massaker mit etwa 100 Toten.
Im November 2006 wurde die Stadt von der Union des forces pour la démocratie, einer Rebellengruppe, die den Sturz des Präsidenten Idriss Déby zum Ziel hat, besetzt. Eine Nacht lang wurde die Stadt geplündert. Am nächsten Tag eroberte die Regierungsarmee den Ort zurück.

## Söhne und Töchter der Stadt
- Youssouf Saleh Abbas (* 1952), Premierminister Tschads von 2008 bis 2010
- Mahamat-Saleh Haroun (* 1961), Filmregisseur, Filmproduzent und Drehbuchautor

## Klimatabelle
|                       | Jan  | Feb  | Mär  | Apr  | Mai  | Jun  | Jul  | Aug  | Sep  | Okt  | Nov  | Dez  |   |      |
| Mittl. Tagesmax. (°C) | 38,3 | 39,1 | 42,0 | 43,9 | 42,4 | 40,8 | 36,4 | 33,7 | 36,6 | 40,1 | 38,6 | 36,4 | ⌀ | 39   |
| Mittl. Tagesmin. (°C) | 15,4 | 17,0 | 20,5 | 22,6 | 24,1 | 23,5 | 21,1 | 20,3 | 20,2 | 19,8 | 18,5 | 15,3 | ⌀ | 19,9 |
|                       |      |      |      |      |      |      |      |      |      |      |      |      |   |      |
| Niederschlag (mm)     | 0    | 0    | 0    | 2    | 20   | 33   | 125  | 223  | 66   | 11   | 0    | 0    | Σ | 480  |
|                       |      |      |      |      |      |      |      |      |      |      |      |      |   |      |
| Sonnenstunden (h/d)   | 10,2 | 10,4 | 9,7  | 10,0 | 10,1 | 10,0 | 8,2  | 7,3  | 8,7  | 9,9  | 10,4 | 10,3 | ⌀ | 9,6  |
|                       |      |      |      |      |      |      |      |      |      |      |      |      |   |      |
| Regentage (d)         | 0    | 0    | 0    | 0    | 2    | 4    | 12   | 15   | 8    | 1    | 0    | 0    | Σ | 42   |
|                       |      |      |      |      |      |      |      |      |      |      |      |      |   |      |
| Luftfeuchtigkeit (%)  | 23   | 20   | 19   | 23   | 29   | 44   | 63   | 78   | 65   | 38   | 27   | 25   | ⌀ | 37,9 |

| 15,4 |

| 17,0 |

| 20,5 |

| 22,6 |

| 24,1 |

| 23,5 |

| 21,1 |

| 20,3 |

| 20,2 |

| 19,8 |

| 18,5 |

| 15,3 |

| 15,4 |

| 17,0 |

| 20,5 |

| 22,6 |

| 24,1 |

| 23,5 |

| 21,1 |

| 20,3 |

| 20,2 |

| 19,8 |

| 18,5 |

| 15,3 |